# Karl von Kleinschrod

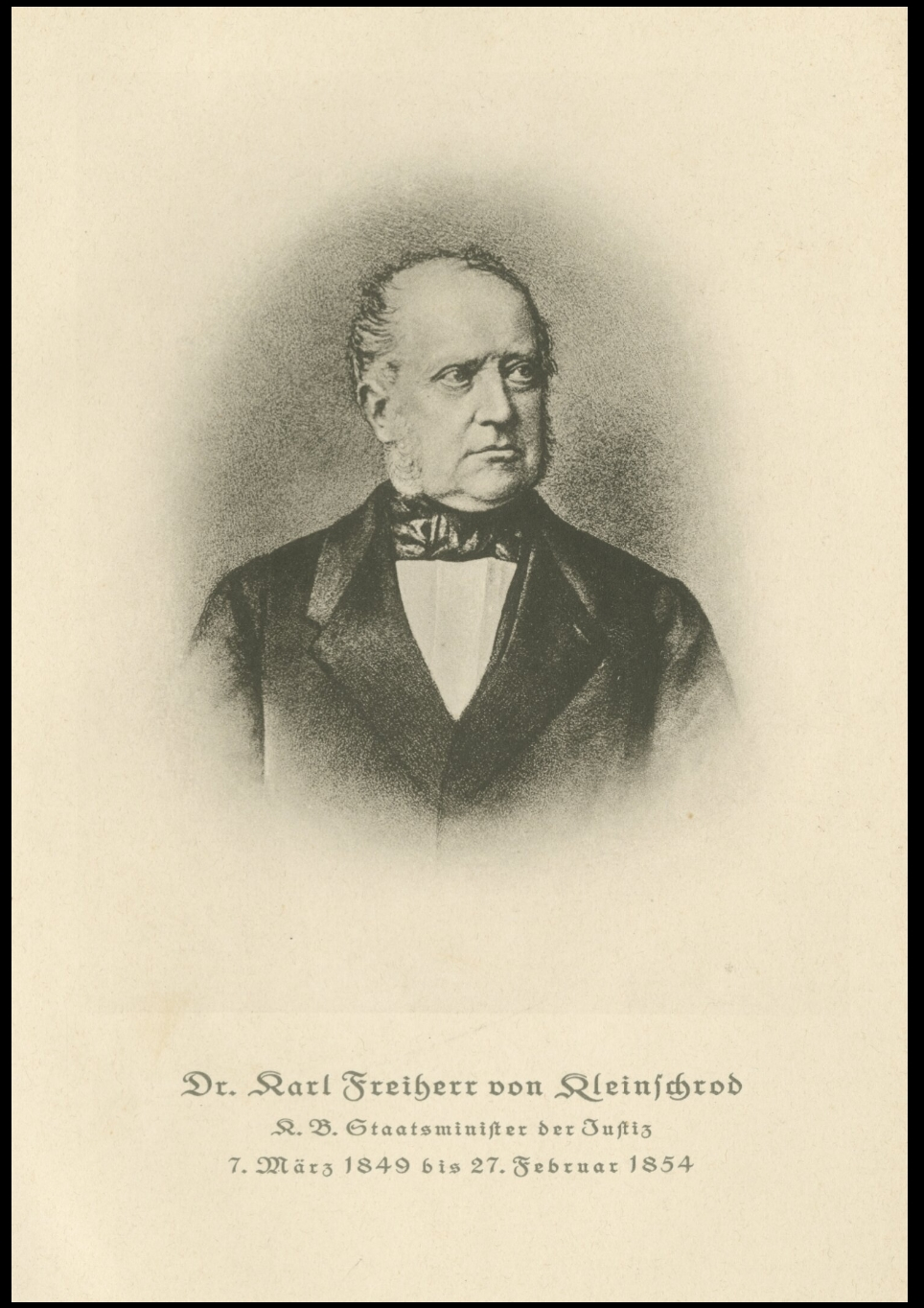
Karl von Kleinschrod

Carl August Joseph Kleinschrod (auch Karl August Josef), seit 1850 Ritter von Kleinschrod, seit 1859 Freiherr von Kleinschrod (* 10. Juli 1797 in Würzburg; † 24. September 1866 in München) war ein bayerischer Jurist und Politiker.

## Leben
Kleinschrod studierte ab 1813 Philosophie und Rechtswissenschaften an der Universität Würzburg, wo er 1819 zum Dr. iur. promoviert wurde.
Anschließend arbeitete er als Rechtspraktikant und Assessor in Würzburg. 1824 wechselte er als Gerichtsrat nach Aschaffenburg, 1828 wurde er Appellationsgerichtsassessor in Bamberg. Nachdem er ab 1838 als Appellationsgerichtsrat in Ansbach gewirkt hatte, wechselte er 1841 an das Oberappellationsgericht nach München.
Nach dem Ausbruch der Märzrevolution wurde Kleinschrod im April 1848 Ministerialrat im bayerischen Justizministerium. Vom 12. Dezember 1848 bis zum 13. März 1849 vertrat er daneben als Nachfolger von Friedrich von Hegnenberg-Dux den 5. oberbayerischen Wahlkreis mit Sitz in Bruck als Abgeordneter in der Frankfurter Nationalversammlung. Dort zählte er zur Fraktion Pariser Hof.
Vom 5. März 1849 bis zum 27. Februar 1854 war Kleinschrod bayerischer Staatsminister der Justiz. 1854 wechselte er als Appellationsgerichtspräsident nach Augsburg. Von 1865 bis zu seinem Tod war er Präsident des obersten bayerischen Gerichtshofs in München und Mitglied der Kammer der Reichsräte im bayerischen Landtag.
Von 1837 bis 1854 war Kleinschrod Mitglied der Zwanglosen Gesellschaft München.
Karl Kleinschrod starb 1866 im Alter von 69 Jahren in München.

## Grabstätte

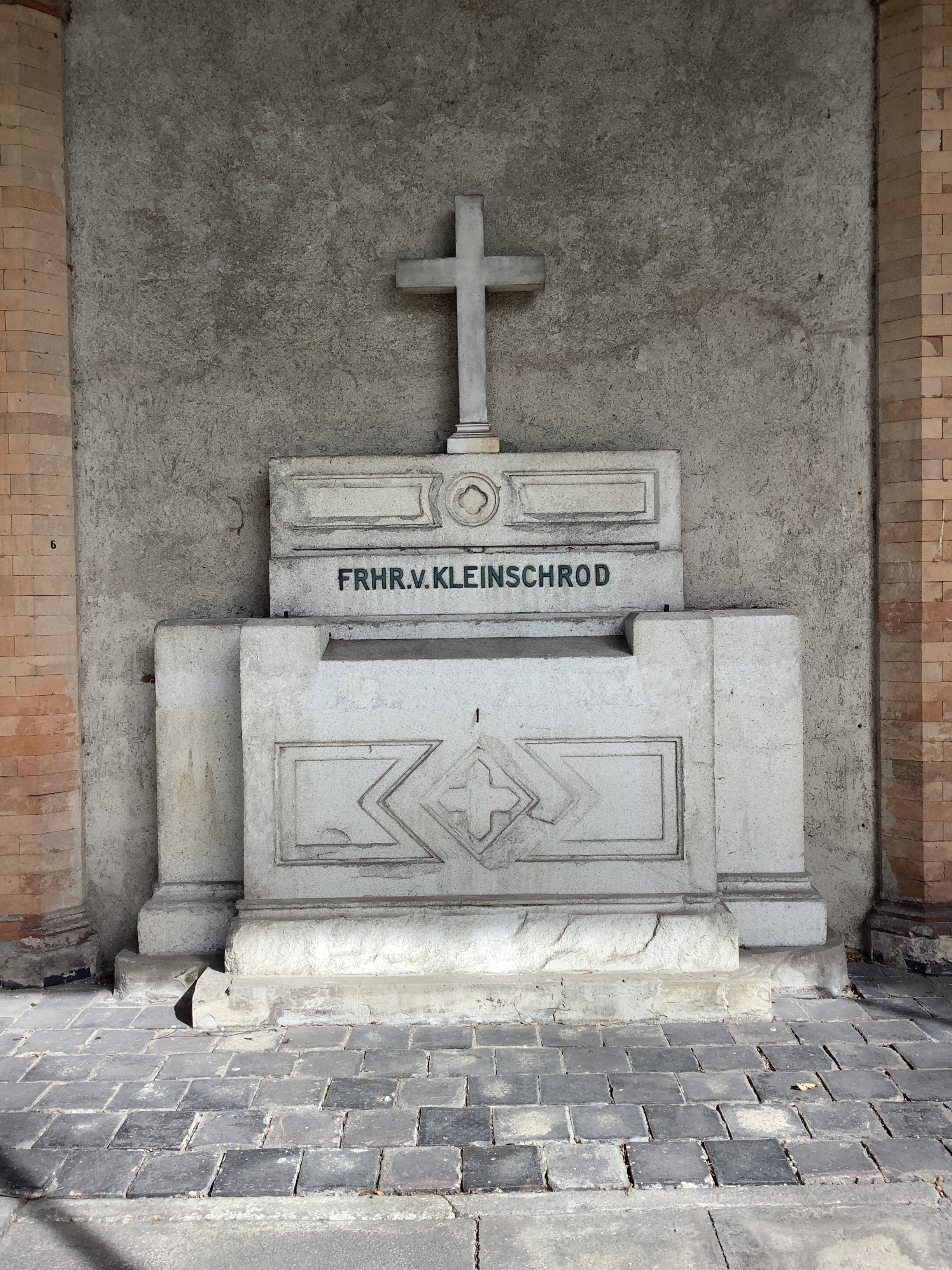
Grab von Karl Kleinschrod auf dem Alten Südlichen Friedhof in München

Die Grabstätte von Karl Kleinschrod befindet sich auf dem Alten Südlichen Friedhof in München (Neu Arkaden Platz 6 bei Gräberfeld 28) Standort.

## Nachfahren
Karl Kleinschrods Tochter Mathilde (1844–1904) heiratete den Grafen Theodor von Spreti (1838–1908). Sohn dieser Verbindung war Heinrich von Spreti (1868–1944), letzter Kabinettschef von König Ludwig III. und Regierungspräsident in Schwaben.